# Костадин Попгутов
Костадин (Дино, Константин) Попгутов (поп Гутов) (изписване до 1945 година: Костадинъ попъ Гутовъ) е български общественик от Македония.

## Биография
Роден е около 1846 година в българския южномакедонски град Кукуш, тогава в Османската империя (днес Килкис, Гърция).
Още като малък е сред съпровождащите Александър Рачински, руския консул във Варна, по време на посещението му в Кукуш в края на 1858 и началото на 1859 година. Името му, заедно с това на Мицо Станишев, се споменава в народна песен, чийто автор на текста според преданието е Рачински.
Взима участие в църковнонационалните борби. В периода между Кукушката уния и създаването на Българската екзархия и след него е един от кукушките дейци, провождани от съгражданите си да действат в Цариград. Представител е на Поленинската епархия на Първия църковно-народния събор в 1871 година, заместил хаджи Георги М. Бучков от 9 април 1871 година.
Участва в борбите на православните кукушани за възвръщане на църковните имоти, отнети им от униатите след втората уния (1874).
По-късно държи кафене и кръчма в Кукуш; градски чорбаджия.
През 1907 година е един виновните за арестуването на Никола Петров, Йордан Икономов, Милан Танчев, Мицо Манолов и други революционери и осъждането на четиримата – подписва заедно с други първенци искане за наказването им като смутители на реда, но пред съда, за разлика от другите подписали се, той и Петруш Ярцев не се отказват от подписите си. Кукушкият революционен комитет със специално окръжно от 18 февруари 1908 година обявява смъртни присъди за главните противници на организацията – Петруш Ярцев, Дино Попгутов и архимандрит Антим Върбанов. Не след много време двамата чорбаджии са убити.